# M.E.E.R.
M.E.E.R. e.V. ist ein gemeinnütziger Verein mit Sitz in Berlin, der sich für den Schutz von Walen und Delfinen (Cetaceen) und ihres marinen Lebensraums einsetzt.

## Geschichte
Im Jahr 1997 wurde das Projekt M.E.E.R. La Gomera ins Leben gerufen. Der Verein M.E.E.R. e.V. wurde im Jahr 1998 in Berlin gegründet, er ist Träger dieses Projektes und unterhält das dazugehörige Forschungs- und Informationszentrum auf La Gomera. Der Name des Vereins setzt sich aus den Anfangsbuchstaben der Worte Mammals (Säugetiere), Encounters (Begegnungen), Education (Bildung), Research (Erforschung) zusammen. Satzungsgemäßer Vereinszweck ist „die Förderung des Umweltschutzes, der Wissenschaft und der Bildung, insbesondere der Schutz der Cetaceen (Wale und Delphine) und ihres natürlichen Lebensraumes sowie die Erforschung und Gestaltung der friedvollen Begegnung von Menschen und Cetaceen.“ In Deutschland betreibt der Verein Öffentlichkeitsarbeit, zudem präsentiert er seine Forschungsergebnisse auf internationalen Konferenzen.
Der Verein ist vernetzt mit nationalen und internationalen Organisationen sowie Mitglied bei global ausgerichteten Wahlkampagnen. Zeitweise stellte er ein Mitglied der deutschen Delegation zum Wissenschaftsausschuss bei der Internationalen Walfangkommission. Schirmherr des Vereins ist der Kinderliederautor Fredrik Vahle.
Der Verein kooperierte mit verschiedenen Universitäten und Hochschulen. Darunter die Humboldt-Universität zu Berlin, Freie Universität Berlin, Universität Wien, Bangor University (UK), Universidad de La Laguna (ES), Albert-Ludwigs-Universität Freiburg, Fachhochschule Lübeck und die Universität Trier. Mit der Fachhochschule Eberswalde besteht eine Zusammenarbeit im Studiengang Nachhaltiger Tourismus (Stand 2010). Der Verein führt internationale Praktikumskurse für Studenten durch und betreute Diplomarbeiten verschiedener deutscher und internationaler Hochschulen.
Im Jahre 2008 präsentierte der Verein eine dreisprachige Ausstellung mit dem Titel Delfine und Wale vor La Gomera auf den Kanaren.

## Auszeichnungen
- Internationaler Umweltpreis Tourismus und Umwelt 2001[7]
- Der Film Das MEER vor La Gomera erreichte bei den Jack Ward Film Awards 2005 in den USA das Halbfinale.

## Bücher
- Fabian A. Ritter: Wale beobachten: Ein Leitfaden zum sanften Whale Watching in Europa und Übersee. Conrad Stein Verlag, 2004. ISBN 978-3-89392325-0.
- Fabian A. Ritter: Wale erforschen. Conrad Stein Verlag, 2007. ISBN 978-3-86686210-4.
- Fabian Ritter: Die Insel der Delfine: Begegnungen auf dem Meer vor La Gomera. Clarity Verlag, 2018. ISBN 978-3-94727-406-2.